# Himno de Cuenca
El Himno de Cuenca es una composición musical creada por Luis Cordero Crespo con la música de Luis Pauta Rodríguez. Es el himno oficial de su capital, la ciudad de Cuenca y el cantón Cuenca, por lo que también se lo conoce como Himno de Cuenca.
El himno consta de cinco estrofas de cuatro versos cada una en total 52 versos, de los cuales hoy se canta el coro, la primera y la tercera estrofa.

## Historia
Este himno fue escrito para la primera exposición del Azuay, inaugurada el 12 de abril de 1904, para celebrar por primera vez la fundación española de Cuenca, luego de 347 años. El Himno se oficializó 19 de abril de 1945, 35 años después, cuando se aprobó como Himno oficial mediante un acuerdo municipal, por el Concejo Cantonal presidido por Carlos Aguilar Vázquez. Antes de su aprobación oficial, sin embargo, ya se usaba el Himno. El acuerdo municipal explica "que es necesario dar carácter oficial a lo que el pueblo ha sancionado ya por el uso".
Según el acuerdo municipal, su uso es obligatorio "en los actos oficiales que hubieren en Cuenca".

## Himno a Cuenca
CORO
¡Reina hermosa de fuentes y flores,
Cuenca ilustre de galas vestida,
rebosante de luz y de vida
lujo y honra del noble Ecuador!.
ESTROFAS
I
Tuyo el bravo La Mar de Ayacucho,
tuyo el Niño en Pichincha inmolado,
cuyo nombre Bolívar, pasmado,
de Colombia en el pecho grabó.
II
Los insignes Solanos, los Cuevas,
Malos, Vásquez, Arízagas, Vélez,
áureas plumas, helenos cinceles,
tuyos, Cuenca, tus próceres son.
III
De su gloria tu gloria dimana,
digna madre de egregios campeones,
y de sabios y santos varones,
luminares del patrio esplendor.
IV
Ten por lema virtud y trabajo;
con el sabio el obrero compita;
todo azuayo a sus hijos repita:
Sin trabajo y virtud, no hay honor.
V
Ten la fe por imán que te guíe
la esperanza por ancla segura:
mira al cielo y trabaja y procura
que la dicha te venga de Dios.

## Análisis de la letra
En el Himno de Cuenca se hace referencia a varios cuencanos, como los héroes de la Independencia José Domingo de La Mar (Tuyo del bravo La Mar de Ayacucho) y Abdón Calderón (Tuyo el Niño en Pichincha inmolado), así como a escritores (áureas plumas) y escultores (helenos cinceles) agrupados bajo los apellidos Solano, Cueva, Malo, Vásquez, Arízaga y Vélez. Por la fecha de la escritura, el texto parece referirse a los intelectuales y políticos fray Vicente Solano, Mariano Cueva Vallejo, Benigno Malo, Honorato Vásquez y Rafael María Arízaga y al escultor Miguel Vélez. El autor no hace mención a sus apellidos, Cordero Crespo. 
Al final, igual que en el Escudo de Cuenca, hace una mención a Dios (que la dicha te venga de Dios).